# 慢性前列腺炎
慢性前列腺炎為除了唯一的一个急性类型前列腺炎（急性细菌性前列腺炎）之外，所有前列腺炎的總稱前列腺按出液在光学显微镜下，每高倍视野中白细胞计数超过10个的各种慢性前列腺炎类型：
- 慢性细菌性前列腺炎
- 慢性非细菌性前列腺炎